# 長琿都市間鉄道
長琿都市間鉄道（ちょうこんとしかんてつどう、中文表記: 长珲城际铁路、英文表記: Changchun–Hunchun Intercity Railway）は中華人民共和国吉林省長春市の長春西駅と同延辺朝鮮族自治州の琿春駅を結ぶ高速鉄道である。全長471 kmであり、2015年9月20日に全線開業した。

## 概要
以下の2路線から構成される。
- 長吉都市間鉄道（長春西駅 - 吉林駅）
- 吉琿旅客専用線（吉林駅 - 琿春駅）